# Edwin George Monk
Edward George Monk (Frome (Somerset), 13 de desembre del 1819 - Radley (Oxfordshire), 3 de gener del 1900) fou un compositor i organista britànic de música religiosa.
Estudià a Bath i a Londres amb George Mac-Farren para la teoría i amb Henry Phillips per a el cant. Després organista i fou mestre de capella de la catedral de York quasi per espai de quaranta anys, i va compondre gran nombre de música religiosa, publicant, a més, les col·leccions Anglican Chant-Book; Anglican Choral service-book, Anglican hymn-book; Psalter and Canticles pointed for chanting, i Anglican psalter chants.